# Échenans-sous-Mont-Vaudois
Échenans-sous-Mont-Vaudois är en kommun i departementet Haute-Saône i regionen Bourgogne-Franche-Comté i östra Frankrike. Kommunen ligger i kantonen Héricourt-Est som tillhör arrondissementet Lure. År 2022 hade Échenans-sous-Mont-Vaudois 578 invånare.

## Befolkningsutveckling
Antalet invånare i kommunen Échenans-sous-Mont-Vaudois
| Referens: INSEE |